# MCIDAS
MCIDAS (англ. Multiciliate differentiation and DNA synthesis associated cell cycle protein) – білок, який кодується однойменним геном, розташованим у людей на 5-й хромосомі. Довжина поліпептидного ланцюга білка становить 385 амінокислот, а молекулярна маса — 41 720.
| 10         |  | 20         |  | 30         |  | 40         |  | 50         |
| ---------- |  | ---------- |  | ---------- |  | ---------- |  | ---------- |
| MQACGGGAAG |  | RRAFDSICPN |  | RMLALPGRAL |  | LCKPGKPERK |  | FAPPRKFFPG |
| CTGGSPVSVY |  | EDPPDAEPTA |  | LPALTTIDLQ |  | DLADCSSLLG |  | SDAPPGGDLA |
| ASQNHSHQTE |  | ADFNLQDFRD |  | TVDDLISDSS |  | SMMSPTLASG |  | DFPFSPCDIS |
| PFGPCLSPPL |  | DPRALQSPPL |  | RPPDVPPPEQ |  | YWKEVADQNQ |  | RALGDALVEN |
| NQLHVTLTQK |  | QEEIASLKER |  | NVQLKELASR |  | TRHLASVLDK |  | LMITQSRDCG |
| AAAEPFLLKA |  | KAKRSLEELV |  | SAAGQDCAEV |  | DAILREISER |  | CDEALQSRDP |
| KRPRLLPEPA |  | NTDTRPGNLH |  | GAFRGLRTDC |  | SRSALNLSHS |  | ELEEGGSFST |
| RIRSHSTIRT |  | LAFPQGNAFT |  | IRTANGGYKF |  | RWVPS      |  |            |

A: Аланін

C: Цистеїн

D: Аспарагінова кислота

E: Глутамінова кислота

F: Фенілаланін

G: Гліцин

H: Гістидин

I: Ізолейцин

K: Лізин

L: Лейцин

M: Метіонін

N: Аспарагін

P: Пролін

Q: Глутамін

R: Аргінін

S: Серин

T: Треонін

V: Валін

W: Триптофан

Кодований геном білок за функцією належить до активаторів. 
Задіяний у таких біологічних процесах, як транскрипція, регуляція транскрипції, клітинний цикл, біогенез та деградація війок. 
Локалізований у ядрі.